# Saint-Pierre-le-Chastel
Saint-Pierre-le-Chastel è un comune francese di 375 abitanti situato nel dipartimento del Puy-de-Dôme nella regione dell'Alvernia-Rodano-Alpi.

## Letteratura
Nel villaggio è ambientato il romanzo "Les Lendemains" dell'autrice francese Mélissa da Costa, uscito in Italia con il titolo "I quaderni botanici di Madame Lucie".

## Società

### Evoluzione demografica
Abitanti censiti